# کمان (جنگ‌افزار)

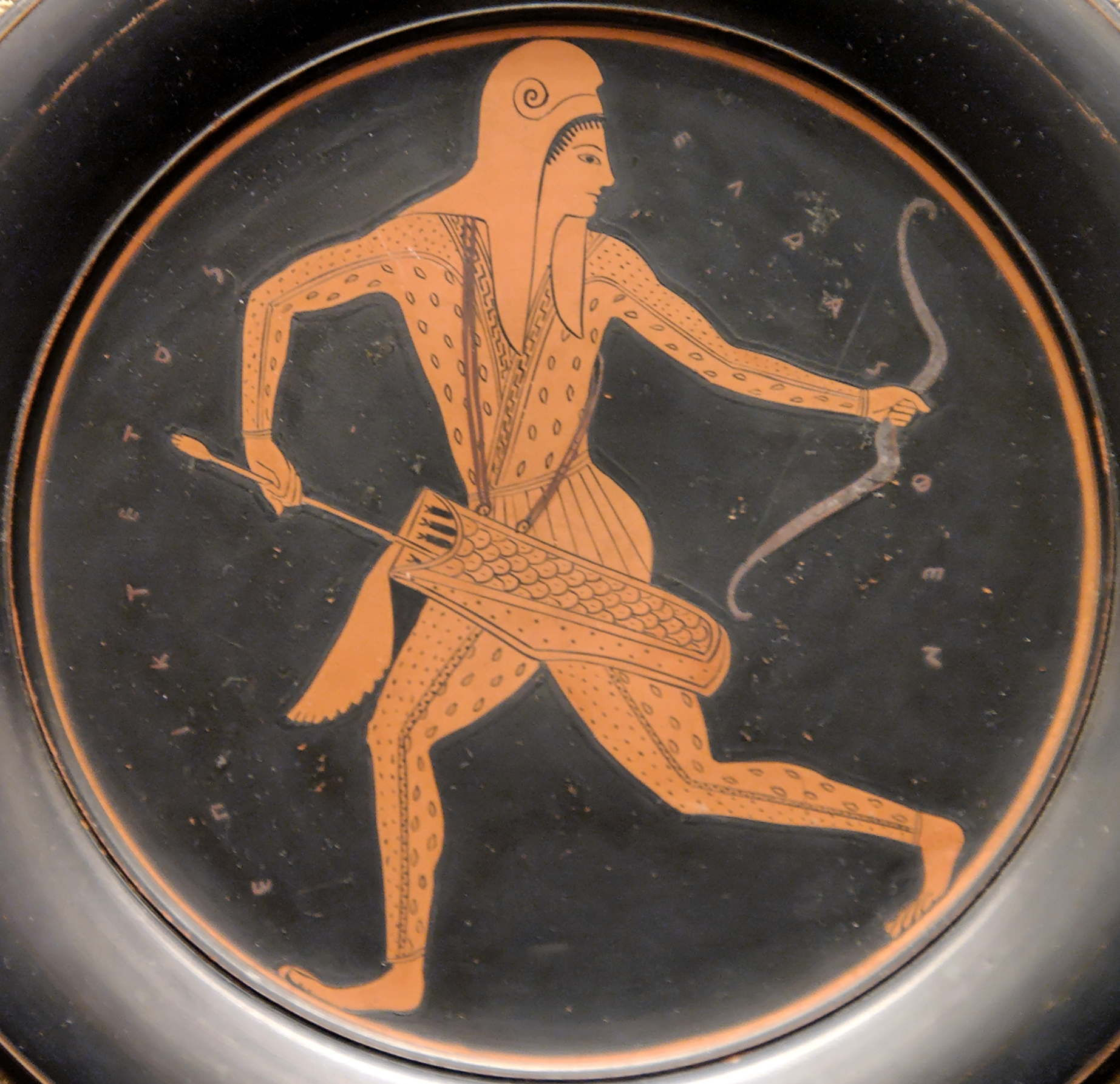
تصویری بر روی یک بشقاب یونانی از یک سکا که تیری را از ترکش بیرون می‌کشد و به سوی هدف می‌چرخد؛ مربوط به ۵۲۰ تا ۵۰۰ پیش از میلاد

کَمان گونه‌ای جنگ‌افزار باستانی‌است که با نیروی ذخیره‌شده در زه خود پیکان را به جلو پرتاب می‌کند. کمان از گذشته تاکنون در زمینهٔ شکار، ورزش و جنگ کارایی داشته‌است، اگرچه با ساخت و توسعه تفنگ از اهمیتش بسیار کاسته شده‌است.

## تاریخچه
کهنترین قطعات مربوط به یک کمان در شمال آلمان یافت شد و دیرینگی‌اش را مربوط به ۸ هزار سال پیش از میلاد مسیح دانسته‌اند. این آثار در خلال جنگ جهانی دوم نابود شد و چون تا آن زمان آزمایش کربن ۱۴ هنوز اختراع نشده‌بود پس نمی‌توان به تاریخ یادشده اطمینان داشت. پس از آن کهنترین کمان‌ها در شمال دانمارک کشف شده و تاریخش به ۶هزار سال پیش از میلاد بازمی‌گردد.
اوتسی مرد یخی - که پیکرش در مرز میان اتریش و ایتالیا پیداشد- بر اثر فرورفتن یک پیکان در شش‌اش کشته‌شده بود و زمان مرگش هم به ۳۳۰۰ سال پیش از میلاد بازمی‌گردد.
به نوک تیر پیکان می‌گفتند و به ته تیر پر عقاب می‌بستند.

## نگارخانه

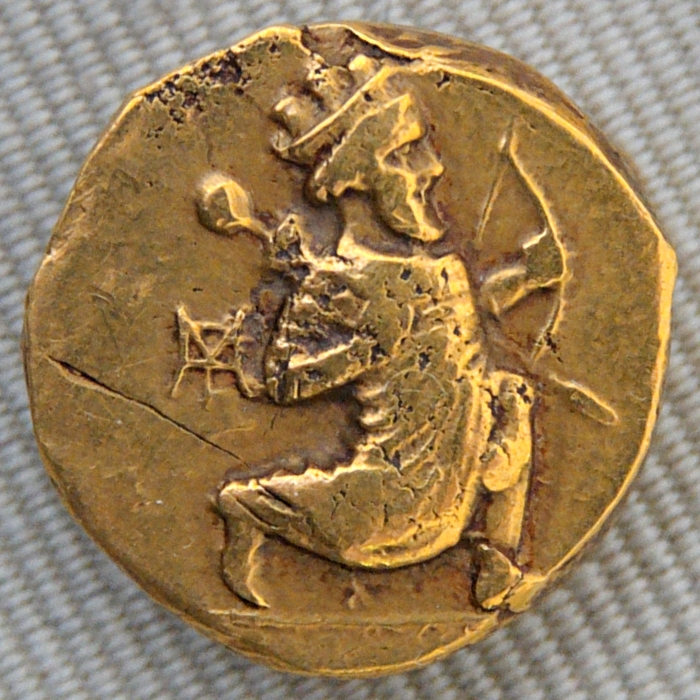
کماندار پارسی در سکه‌های هخامنشی نخستین نقش دارای کمان بر سکه بود.
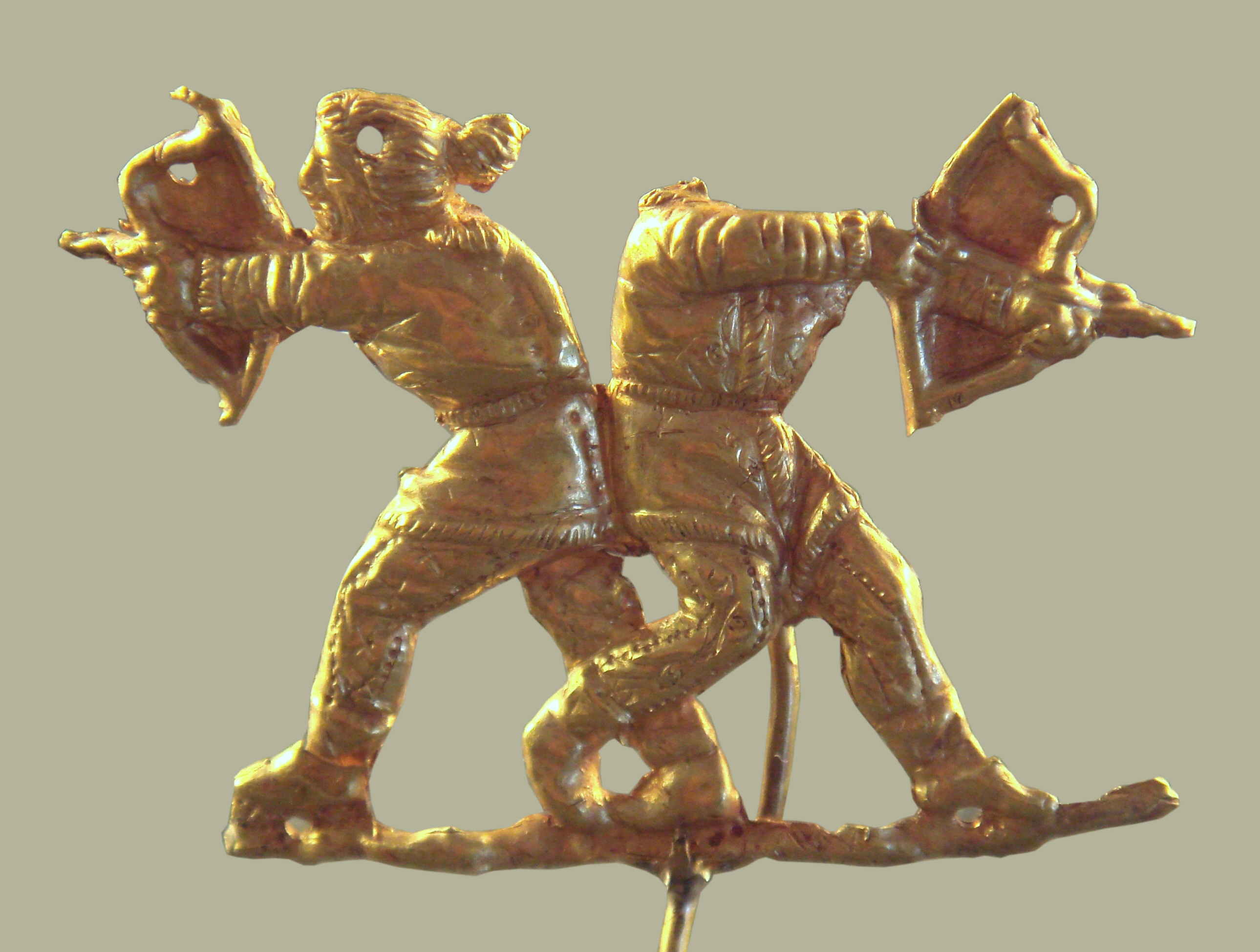
سکاها درحال تیراندازی، سده چهارم پیش از میلاد
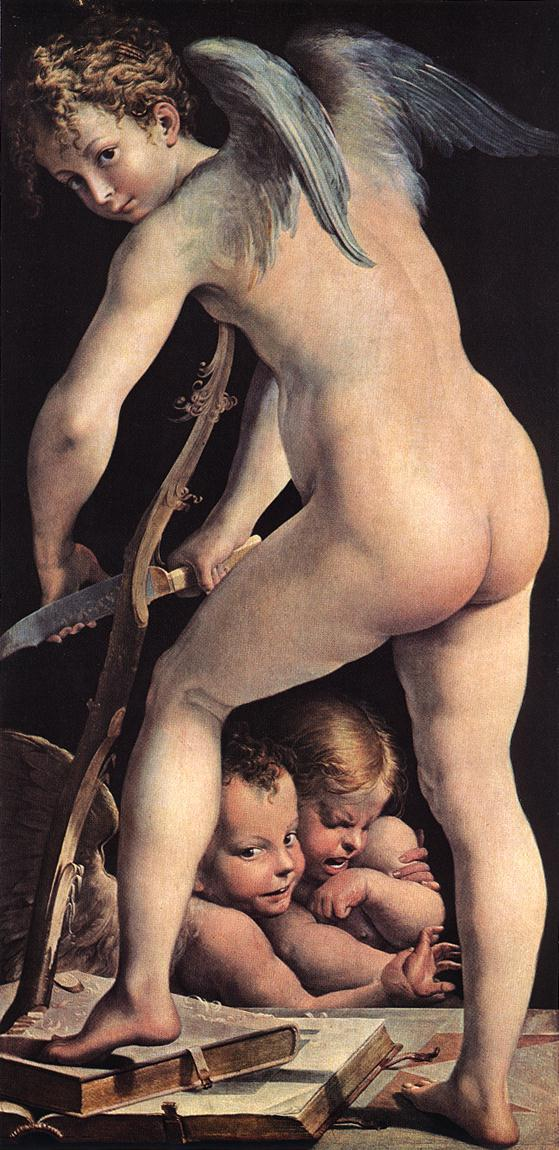
کوپید کمانش را می‌سازد